# Martin Grasmück
Martin Grasmück (* 1970) ist ein deutscher Journalist, ehemaliger stellvertretender Programmdirektor des Saarländischen Rundfunks (SR) und seit 1. Mai 2021 Intendant des Senders.

## Werdegang
Grasmück studierte Informationswissenschaft, Politikwissenschaft und Anglistik an der Universität des Saarlandes in Saarbrücken. Danach machte er ein bimediales Volontariat beim Saarländischen Rundfunk. Anschließend arbeitete er zunächst als Reporter, Redakteur und Moderator für SR 3 Saarlandwelle, ab 2004 war er in der Hörfunk-Landespolitik tätig.
Anfang 2008 wurde Grasmück Leiter der Intendanz des SR. 2014 wurde er vom SR-Verwaltungsrat zum SR-Hörfunkdirektor gewählt. Außerdem wurde er stellvertretender Programmdirektor des SR und Leiter des Programmbereichs SR 1 Europawelle/Junge Angebote, zu dem auch die SR-Jugendwelle UNSERDING gehört.
Am 23. Februar 2021 wurde Grasmück vom SR-Rundfunkrat als Nachfolger von Thomas Kleist im siebten Wahlgang mit 26 von 38 Stimmen zum neuen Intendanten des Senders gewählt. Amtsantritt war am 1. Mai 2021.
Grasmück ist verheiratet.